# 얏타맨 (영화)
《영화 얏타맨》(일본어: ヤッターマン (映画))는 2009년 3월 7일에 개봉한 일본 영화이다. 배급은 쇼치쿠와 니카츠의 공동 배급. 대한민국에서는 미개봉이다.

## 개요
타츠코노 프로덕션의 애니메이션 '타임 보칸 시리즈 얏타맨'을 원작으로, 애니메이션 1탄 및 리메이크 2탄을 실사 영화화한 작품으로 스토리 형식은 1탄을 기반으로 하고 있다. '타임 보칸 시리즈' 작품에서는 첫 실사 영화화되었다.
2007년 4월 10일 《독수리 5형제》의 실사 영화와 함께 발표되었다. 발표 당시 캐스트 의상 등은 모두 비밀로, 동년 겨울에 주요 출연진을 발표했다.
본작과 마찬가지로 애니메이션 작품의 실사 영화인 《드래곤볼 에볼루션》이 같은 시기에 대항마로 개봉되었지만, 얏타맨은 가볍게 억제하며 일본내에서 4주 연속 1위를 차지하며 최종 흥행수입 31.4억엔을 기록, 대히트하였다.

## 출연진
- 사쿠라이 쇼
- 후쿠다 사키
- 나마세 카츠히사
- 켄도 코바야시
- 오카모토 안리
- 아베 사다오
- 후카다 교코
- 타카하시 치아키 (목소리 출연)
- 타키구치 쥰페이 (목소리 출연)
- 야마데라 코이치
- 오하라 노리코 (특별 출연)
- 타테카베 카즈야 (틀별 출연)
- 사사가와 히로시
- 야구치 아사미

## 스탭
- 제작 총지휘 : 사토 나오키, 시마다 요이치 (니카츠), 시마다 요이치
- 제작 : 호리코시 토오루, 밤바 키요시
- 감독 : 미이케 다카시
- 원작 : 타츠코노 프로덕션 <얏타맨>
- 각본 : 소고 마사시
- 촬영 : 야마모토 히데오
- 미술 : 하야시다 유지
- 음악 : 진보 마사아키, 야마모토 마사유키, 후지와라 이쿠로우
- 프로듀서 : 치바 요시키, 야마모토 아키라, 사토 타카히로
- 이그제큐티브 프로듀서 : 오쿠다 세이지, 사유리 케이조
- 기획 제작 : 니카츠
- 프로덕션 : 니카츠 촬영소
- 제작위원회 : 니카츠, 일본 텔레비전 방송망, 다카라 토미, 쇼치쿠, Bob, 요미우리 TV 방송, 분카 방송, 제이스톰, 호리프로, OLM, 타츠코노 프로덕션
- 배급 : 쇼치쿠, 니카츠

## 음악

### 주제가
- 아라시 - 〈Believe〉

### 삽입곡
- 〈얏타맨의 노래 2009〉
- 〈천재 드론보 실사판〉
- 〈얏타킹 2009〉